# Подберёзцы (Львовская область)

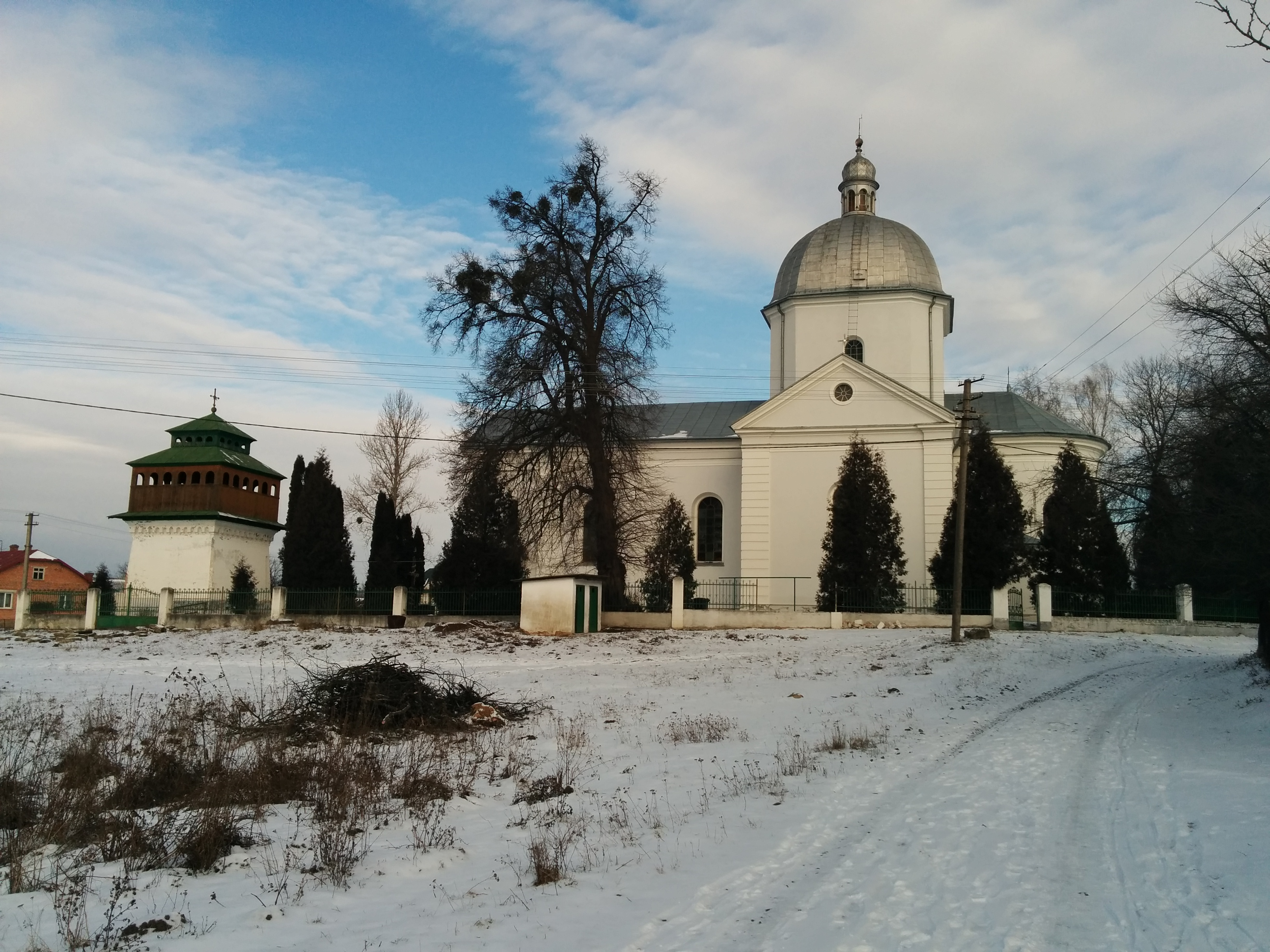
Церковь Архистратига Михаила

Подберёзцы (укр. Підберізці) — село во Львовском районе Львовской области Украины. Административный центр Подберёзцовской сельской общины
Население по переписи 2022 года составляло 1207 человека. Занимает площадь 2,58 км². Почтовый индекс — 81146. Телефонный код — 3230.